# Centralina
Centralina is een gemeente in de Braziliaanse deelstaat Minas Gerais. De gemeente telt 10.557 inwoners (schatting 2009).

## Aangrenzende gemeenten
De gemeente grenst aan Araporã, Canápolis, Monte Alegre de Minas en Tupaciguara.